# Essai d'une Chloris
Essai d'une Chloris (abreviado Essai Chloris) es un libro con ilustraciones y descripciones botánicas que fue escrito por el médico, botánico, algólogo, pteridólogo, y micólogo francés Jean Thore. Fue publicado en Francia el año 1803 con el nombre de Essai d'une chloris du département des Landes.